# اشكامة (حبيش)

تعديل مصدري - تعديل

اشكامة محلة تابعة لقرية الشوافي، التابعة لعزلة جبل خضراء بمديرية حبيش إحدى مديريات محافظة إب في الجمهورية اليمنية، بلغ تعداد سكانها 60 حسب تعداد اليمن لعام 2004.